# Donau zwischen Munderkingen und Ulm und nördliche Iller
Das FFH-Gebiet Donau zwischen Munderkingen und Ulm und nördliche Iller liegt im Osten von Baden-Württemberg und ist Bestandteil des europäischen Schutzgebietsnetzes Natura 2000. 
Es wurde 2015 durch das Regierungspräsidium Tübingen angemeldet. Von 2005 bis 2015 bestanden drei angemeldete Gebiete, nämlich Donautal bei Ulm, Donau zwischen Munderkingen und Erbach sowie Illertal. Die LUBW hat die drei Gebiete 2015 zusammengefasst, wobei sich die geschützten Flächen praktisch nicht verändert haben. Mit Verordnung des Regierungspräsidiums Tübingen vom 5. November 2018 (in Kraft getreten am 11. Januar 2019), wurde das Schutzgebiet ausgewiesen. 

## Lage
Das rund 1189 Hektar große Schutzgebiet Donau zwischen Munderkingen und Ulm und nördliche Iller liegt in den Naturräumen Hügelland der unteren Riß, Holzstöcke, Unteres Illertal und Donauried. Seine 17 Teilgebiete befinden sich in den Gemeinden Illerkirchberg, Illerrieden, Schnürpflingen, Dietenheim, Erbach, Oberdischingen, Öpfingen, Griesingen, Rottenacker, Ehingen an der Donau und Munderkingen im Alb-Donau-Kreis, Schwendi und Wain im Landkreis Biberach sowie in der kreisfreien Stadt Ulm.

## Beschreibung
Der Landschaftscharakter des Schutzgebiets wird im Wesentlichen von den Flussläufen der Donau und der Iller geprägt. Es umfasst den gesamten Donauverlauf zwischen Munderkingen und Ulm sowie die baden-württembergischen Teile des Illertals zwischen Illerrieden und der Mündung der Iller in die Donau.
Die Donau ist innerhalb des FFH-Gebiets stark ausgebaut und mit zahlreichen Staustufen versehen. Die Donauaue wird durch intensiv genutztes Grünland bestimmt, das durch Altarme und Altwasser strukturiert wird.
Das Illertal wird innerhalb des Gebiets durch steile, mit Hang- und Schluchtwäldern bestockte Talhänge bestimmt.
Beide Flüsse sind Lebensraum für mehrere streng geschützte Fischarten wie Rapfen, Huchen und Streber.
Das Gebiet beherbergt nach derzeitigem Kenntnisstand die größte Population der Zierlichen Tellerschnecke im baden-württembergischen Donautal.

## Geschichte
Das Schutzgebiet ist durch die Zusammenlegung der ursprünglichen FFH-Gebiete 7724-341 „Donau zwischen Munderkingen und Erbach“, 7625-341 „Donautal bei Ulm“  und 7726-341 „Illertal“ entstanden. Diese bestanden bereits seit dem Jahr 2005.

## Schutzzweck

### Lebensraumtypen
Folgende Lebensraumtypen nach Anhang I der FFH-Richtlinie kommen im Gebiet vor:
| EU Code | * | Lebensraumtyp (offizielle Bezeichnung)                                                                                             | Kurzbezeichnung                              |
| ------- | - | --- | -------------------------------------------- |
| 3150    |   | Natürliche eutrophe Seen mit einer Vegetation des Magnopotamions oder Hydrocharitions                                              | Natürliche nährstoffreiche Seen              |
| 3260    |   | Flüsse der planaren bis montanen Stufe mit Vegetation des Ranunculion fluitantis und des Callitricho-Batrachion                    | Fließgewässer mit flutender Wasservegetation |
| 6210    | * | Naturnahe Kalk-Trockenrasen und deren Verbuschungsstadien (Festuco-Brometalia) (*besondere Bestände mit bemerkenswerten Orchideen) | Kalk-Magerrasen – orchideenreiche Bestände*  |
| 6410    |   | Pfeifengraswiesen auf kalkreichem Boden, torfigen und tonig-schluffigen Böden (Molinion caeruleae)                                 | Pfeifengraswiesen                            |
| 6430    |   | Feuchte Hochstaudenfluren der planaren und montanen bis alpinen Stufe                                                              | Feuchte Hochstaudenfluren                    |
| 6510    |   | Magere Flachland-Mähwiesen (Alopecurus pratensis, Sanguisorba officinalis)                                                         | Magere Flachland-Mähwiesen                   |
| 7220    | * | Kalktuffquellen (Cratoneurion) | Kalktuffquellen                              |
| 9130    |   | Waldmeister-Buchenwald (Asperulo-Fagetum)                                                                                          | Waldmeister-Buchenwald                       |
| 9180    | * | Schlucht- und Hangmischwälder (Tilio-Acerion)                                                                                      | Schlucht- und Hangmischwälder                |
| 91E0    | * | Auen-Wälder mit Alnus glutinosa und Fraxinus excelsior (Alno-Padion, Alnion incanae, Salicion albae)                               | Auenwälder mit Erle, Esche, Weide            |
| 91F0    |   | Hartholzauenwälder mit Quercus robur, Ulmus minor, Fraxinus excelsior oder Fraxinus angustifolia (Ulmenion minoris)                | Hartholzauenwälder                           |

### Arteninventar
Folgende Arten von gemeinschaftlichem Interesse kommen im Gebiet vor:
| Bild                                | EU Code | * | Art                                 | wissenschaftlicher Name | Artengruppe           |
| ----------------------------------- | ------- | - | ----------------------------------- | ----------------------- | --------------------- |
| Grüne Flussjungfer                  | 1037    |   | Grüne Flussjungfer                  | Ophigomphus cecilia     | Libellen              |
| Heller Wiesenknopf-Ameisenbläuling  | 1059    |   | Heller Wiesenknopf-Ameisenbläuling  | Maculinea teleius       | Schmetterlinge        |
| Dunkler Wiesenknopf-Ameisenbläuling | 1061    |   | Dunkler Wiesenknopf-Ameisenbläuling | Maculinea nausithous    | Schmetterlinge        |
| Bachneunauge                        | 1096    |   | Bachneunauge                        | Lampetra planeri        | Fische und Rundmäuler |
| Huchen                              | 1105    |   | Huchen                              | Hucho hucho             | Fische und Rundmäuler |
| Rapfen                              | 1130    |   | Rapfen                              | Aspius aspius           | Fische und Rundmäuler |
| Bitterling                          | 1134    |   | Bitterling                          | Rhodeus sericeus        | Fische und Rundmäuler |
| Streber                             | 1160    |   | Streber                             | Zingel streber          | Fische und Rundmäuler |
| Groppe                              | 1163    |   | Groppe                              | Cottus gobio            | Fische und Rundmäuler |
| Kammmolch                           | 1166    |   | Kammmolch                           | Triturus cristatus      | Amphibien             |
| Gelbbauchunke                       | 1193    |   | Gelbbauchunke                       | Bombina variegata       | Amphibien             |
| Großes Mausohr                      | 1324    |   | Großes Mausohr                      | Myotis myotis           | Säugetiere            |
| Biber                               | 1337    |   | Biber                               | Castor fiber            | Säugetiere            |
| Grünes Besenmoos                    | 1381    |   | Grünes Besenmoos                    | Dicranum viride         | Moose                 |
| Zierliche Tellerschnecke            | 4056    |   | Zierliche Tellerschnecke            | Anisus vorticulus       | Schnecken             |

### Zusammenhängende Schutzgebiete
Folgende Naturschutzgebiete sind Bestandteil des FFH-Gebiets:
- Gronne
- Sulzwiesen-Lüssenschöpfle
- Pfaffenwert
- Lichternsee

Auf bayerischer Seite schließt das FFH-Gebiet Untere Illerauen an.